# Seppo Haukijärvi
Seppo Haukijärvi (22 de febrero de 1937 – 2 de junio de 1997) fue un actor, director y dramaturgo finlandés.

## Biografía
Su nombre completo era Seppo Armas Haukijärvi, y nació en Lahti, Finlandia.
Haukijärvi fue actor televisivo, participando en producciones como los telefilmes Miehen varjo (1960), Jeppe Niilonpoika eli Talonpojan ihmeelliset seikkailut (1960), Pikasuutarin Esko (1971), Hiekkakuningas (1972), Pimeän päivän muisto (1977) y Kiertue (1982), así como en las series Sirkka ja Sakari (1975) y Suomalaisia tunnustuksia (1982). También dirigió, junto a Jarmo Nieminen, el telefilm Kesätoveri (1966).
Haukijärvi recibió en el año 1969 la Estatua Iivari por su trabajo en la obra Lapualaisooppera, representada en el Lahden Kaupunginteatteri.
Seppo Haukijärvi falleció en el año 1997.